# Động đất Đông Sepik 2024
Động đất Đông Sepik 2024 (tiếng Anh: 2024 East Sepik earthquake) là trận động đất xảy ra vào lúc 06:22 (theo giờ địa phương), ngày 24 tháng 3 năm 2024. Trận động đất có cường độ 6,9 Mw, tâm chấn độ sâu khoảng 40,2 km. Hậu quả trận động đất đã làm 5 người chết, 2 người bị thương, 1.000 ngôi nhà bị phá hủy.